# Wetherby and Easingwold
 (septembre 2024).
Si vous disposez d'ouvrages ou d'articles de référence ou si vous connaissez des sites web de qualité traitant du thème abordé ici, merci de compléter l'article en donnant les références utiles à sa vérifiabilité et en les liant à la section « Notes et références ».
Circonscription parlementaire de la Chambre des communes
Wetherby and Easingwold est une circonscription électorale de la Chambre des communes du Royaume-Uni.
Créée lors du redécoupage de 2023, elle est située à cheval sur les comtés du Yorkshire du Nord et du Yorkshire de l'Ouest, dans le Nord de l'Angleterre.

## Description
La circonscription doit son nom aux villes d'Easingwold, dans le Yorkshire du Nord, et Wetherby, dans le Yorkshire de l'Ouest.

## Histoire
La circonscription de Wetherby and Easingwold est créée lors du redécoupage électoral de 2023. Elle reprend en grande partie l'ancienne circonscription d'Elmet and Rothwell, ainsi que des parties des circonscriptions de Selby and Ainsty et Thirsk and Malton et de petites parties de celles de Harrogate and Knaresborough  et Skipton and Ripon. Elle est utilisée pour la première fois lors des élections générales de 2024.

## Définition légale
La circonscription est légalement définie comme comprenant les wards suivants :
- dans le Yorkshire de l'Ouest, les wards de Harewood et Wetherby ;
- dans le Yorkshire du Nord, les wards d'Appleton Roebuck & Church Fenton, Bishop Monkton & Newby, Boroughbridge, Easingwold, Huby, Marston Moor, Ouseburn, Raskelf & White Horse, Spofforth with Lower Wharfedale et Tadcaster[1].

## Députés
| Élection | Député          | Parti | Parti              |
| -------- | --------------- | ----- | ------------------ |
| 2024     | Alec Shelbrooke |       | Parti conservateur |

## Résultats électoraux

### Années 2020
| Parti         | Parti                                   | Candidat        | Vote   | Vote | Vote |
| Parti         | Parti                                   | Candidat        | Voix   | %    | ±    |
| ------------- | --------------------------------------- | --------------- | ------ | ---- | ---- |
|               | Parti conservateur                      | Alec Shelbrooke | 20 597 | 39,4 | 28,8 |
|               | Parti travailliste                      | Ben Pickles     | 15 751 | 30,1 | 11,9 |
|               | Reform UK                               | Mike Jordan     | 7 288  | 13,9 | 13,9 |
|               | Parti vert                              | Arnold Warneken | 4 529  | 8,7  | 4,8  |
|               | Libéraux-démocrates                     | James Monaghan  | 3 351  | 6,4  | 2,5  |
|               | Parti du Yorkshire                      | John Hall       | 743    | 1,4  | 0,3  |
| Majorité      | Majorité                                | Majorité        | 4 846  | 6,5  | —    |
| Participation | Participation                           | Participation   | 52 259 | 70,3 | 5,8  |
|               | Le Parti conservateur emporte le siège. |                 |        |      |      |